# Areias (ort)
Areias är en ort i Brasilien.   Den ligger i kommunen Areias och delstaten São Paulo, i den sydöstra delen av landet, 800 km söder om huvudstaden Brasília. Areias ligger 520 meter över havet och antalet invånare är 3 693.
Terrängen runt Areias är kuperad åt sydväst, men åt nordost är den platt. Närmaste större samhälle är Queluz, 10,0 km nordväst om Areias.
Omgivningarna runt Areias är huvudsakligen savann. Runt Areias är det mycket glesbefolkat, med 7 invånare per kvadratkilometer.